# Mariano Fernández Sánchez-Puerta
Mariano Fernández Sánchez-Puerta (1873-post. 1932) fue un político y abogado español, alcalde de Granada a comienzos del siglo XX.

## Biografía
Nació el 30 de julio de 1873 en Granada. Doctor en Derecho, fue tesorero del Colegio de Abogados y profesor de la Universidad de Granada. A los veintidós años de edad comenzó a ejercer de abogado, en el bufete de Rodríguez Bolívar. Militante del partido conservador, en noviembre de 1905 fue nombrado concejal del Ayuntamiento de Granada y el 19 de noviembre de 1907 pasó a desempeñar el cargo de alcalde. También fue consejero de Administración y gerente de la sociedad colectiva Rubio Hermanos y Compañía, dueña de la azucarera de Caniles. Más adelante, durante la dictadura de Primo de Rivera, volvió a ocupar la alcaldía de Granada, en 1928, hasta su dimisión el 13 de febrero de 1930.